# Stein von Memphis
Der Stein von Memphis oder auch Memphites (altgriechisch Λίθος μεμφίτης lithos memphites) ist antiken Quellen zufolge ein aus Memphis in Ägypten stammender Stein oder steinähnliches Präparat, das gegen Schmerzen unempfindlich macht.
Plinius der Ältere berichtet in seiner Naturalis historia über eine Art farbigen Marmor:

„vocatur et Memphites a loco, gemmantis naturae, huius usus conteri et iis, quae urenda sint aut secanda, ex aceto inlini; obstupescit ita corpus nec sentit cruciatum.“

„Nach seiner Herkunft nennt man (einen anderen Stein) Memphites; er hat die Beschaffenheit eines Edelsteins. Man verwendet ihn zerrieben und mit Essig auf die Stellen aufgelegt, die gebrannt oder geschnitten werden sollen; der Körper wird auf diese Weise (lokal) betäubt und fühlt keinen Schmerz.“

Der griechische Arzt Pedanios Dioskurides beschreibt im 1. Jahrhundert den Memphites als von der Größe eines Kiesels, glänzend und gescheckt oder gefleckt. Fein gereieben und dort aufgetragen, wo geschnitten oder gebrannt werden soll, bewirken er eine ungefährliche Unempfindlichkeit.
Der spätantike Lexikograf Isidor von Sevilla beschreibt den Stein ganz ähnlich wie Plinius:

„Memphitis vocatus a loco Aegypti; et est gemmantis naturae. Hic tritus atque in his quae urenda sunt et secanda ex aceto inlinitus ita obstupescere facit corpus ut non sentiat cruciatum.“

„Nach dem Ort in Ägypten Memphites genannt. Ist von der Art eines Edelsteins. Wenn er zermahlen und mit Essig aufgelegt wird, wo gebrannt oder geschnitten werden soll, macht das den Körper so taub, dass kein Schmerz gespürt wird.“

Bei Albertus Magnus dagegen wird der Memphites mit Wasser vermischt als Trank verabreicht:

„Memphites lapis est a civitate Aegypti quae Memphis vocatur, dictus, qui dicitur ut ignis calere virtute quidem, quod videtur actu: hic tritus et aqua mixta in potu datus urendis vel secandis, inducit insensibilitatem ne sentiatur cruciatus.“

„Memphites ist ein Stein aus der ägyptischen Stadt Memphis, der feuriger Natur sein soll, was tatsächlich der Fall zu sein scheint. Dieser gemahlen und mit Wasser vermischt als Trank, der zum Brennen oder Schneiden verabreicht wird, führt zu Gefühllosigkeit, sodass man keinen Schmerz spürt.“

Im Hortus sanitatis, einem Kräuterbuch aus dem 15. Jahrhundert, werden im vierten Buch De Gemmis & in venenis terrae nascentibus die Eigenschaften des Steins mit nahezu denselben Worten wie bei Albertus Magnus wiedergegeben.
Um welche Art von Stein oder Mineral es sich beim Memphites genau handelt, bleibt unklar. In seinem Wörterbuch der Hochdeutschen Mundart benennt Johann Christoph Adelung Memphites als eine andere Bezeichnung für Ophit oder Schlangenstein.
Sofern es sich beim Memphites um einen Kalkstein oder ein kalkhaltiges Gestein handelt, so beruht die Wirkung möglicherweise auf einer örtlich begrenzten Abkühlung durch Kohlendioxid, das durch die chemische Reaktion von im Steinpulver enthaltenen Carbonaten mit Essigsäure freigesetzt wird.
Es hätte sich demnach um eine frühe Form der Kälteanästhesie gehandelt.
Als ein sagenhaftes Wunder- und Zaubermittel soll der Memphites angeklagten Hexen geholfen haben, die Schmerzen der Folterung zu ertragen, womit sie sich natürlich erneut der Zauberei schuldig machten, ein als maleficium tacerturnitatis oder Schweigezauber bezeichnetes Verbrechen, dem mit Weihwasser und anderen christlichen Zaubermitteln begegnet wurde.